# Georges Berthet
Georges Camille Berthet, född 18 september 1903 i Les Rousses i Jura, död 14 augusti 1979 i Morez i Jura, var en fransk längdskidåkare som tävlade under 1920-talet. Vid olympiska vinterspelen 1924 i Chamonix deltog han i militärpatrull och ingick i det franska laget som tog brons. Han var bror till Raymond Berthet.